# Alcatel-Lucent
Alcatel-Lucent war ein börsennotierter Telekommunikations- und Netzwerkausrüster mit Sitz in Boulogne-Billancourt, Frankreich. Das Unternehmen entstand 2006 durch Fusion der französischen Alcatel und der US-amerikanischen, in Murray Hill, New Jersey ansässigen Lucent Technologies.
Im Jahr 2016 wurde Alcatel-Lucent vom Nokia-Konzern erworben, der das Unternehmen von der Börse nahm und auch die Verwendung des Markennamens beendete.
Zahlreiche Bereiche waren bereits vor 2016 verkauft worden: Die Herstellung von Mobiltelefonen bis hin zu Smartphones unter der Marke Alcatel gehörte ab 2005 vollständig zur chinesischen TCL.
Der Unternehmensbereich Alcatel-Lucent Enterprise, der sowohl den Markennamen Alcatel-Lucent als auch das Firmenlogo weiterverwendet, wurde 2014 ausgegliedert und gehört als ALE International mehrheitlich zum  China Huaxin Post & Telecommunication Economy Development Center (China Huaxin).

## Gründung

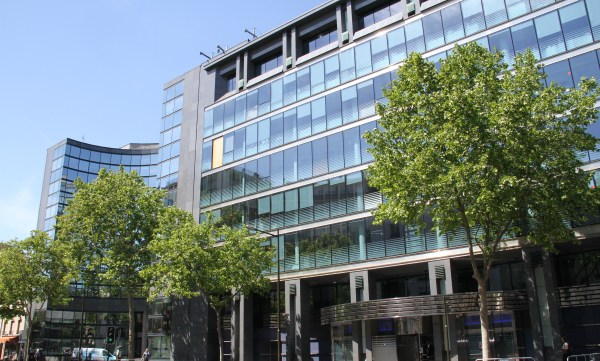
Ehemaliger Firmensitz in Boulogne

Historisches Logo

Bereits 2001 unternahmen die beiden Konzerne den ersten Anlauf zu einer Fusion. Sie scheiterte jedoch zunächst an der Bewertung der amerikanischen Lucent Technologies.
Im April 2006 wurde erneut die Fusion bekanntgegeben. Der Alcatel-Verwaltungsrat billigte die Übernahme von Lucent Ende November 2006 mit Wirkung zum 1. Dezember 2006.
Operativ wurde der Konzern zunächst von der bisherigen Lucent-Chefin Patricia Russo als CEO geführt. Sie war damit die erste Amerikanerin an der Spitze eines französischen Großkonzerns. Alcatel-Chef Serge Tchuruk übernahm als Präsident des Verwaltungsrates eine Aufsichtsfunktion. Die Übernahme durch die französische Alcatel bedurfte der Genehmigung des US-Präsidenten George W. Bush, da Lucent als amerikanisches Hightech-Unternehmen galt, das mit den Bell Labs an militärischen Forschungen arbeitet.
Vom 2. September 2008 bis 31. März 2013 wurde das Unternehmen von Ben Verwaayen als CEO geführt, diese Aufgabe wurde am 1. April 2013 von Michel Combes übernommen. Im Zuge der Übernahme durch Nokia verließ Combes das Unternehmen zum 1. September 2015. Er erhielt 14 Millionen Euro an Abfindung in Aktien. Zum Interims- und letzten CEO vor der Fusion mit Nokia wurde der Verwaltungsratsvorsitzende Philippe Camus ernannt. Im Zuge der neuen Zusammensetzung des Verwaltungsrats von Alcatel-Lucent am 8. Januar 2016 wurde er in seiner Position bestätigt.
Im April 2015 legte der finnische Konzern Nokia dem Unternehmen ein Übernahmeangebot für 15,6 Milliarden Euro in Aktien vor. Bis zum 4. Januar 2016 wurden Nokia etwa 80 Prozent der Aktien angedient. Am 6. Januar 2016 wurden die entsprechenden Aktien in Nokia-Aktien getauscht und Alcatel-Lucent im CAC 40 durch Nokia ersetzt. Ab dem 14. Januar 2016 traten die beiden Firmen gemeinsam auf. Der Markenname Alcatel-Lucent verschwand dabei komplett. Durch ein neues öffentliches Übernahmeangebot und Squeeze-out wurden auch die restlichen 20 Prozent der Aktien von Alcatel-Lucent erworben und die Firma dann von der Pariser Börse genommen. Der alte Firmenname blieb damit nur bei der ehemaligen Tochter Alcatel-Lucent Enterprise erhalten.

## Entwicklung
Im Rahmen der Fusion wurden die Bereiche Sicherheits- und Signaltechnik im Januar 2007 an Thales abgegeben und im Gegenzug die Beteiligung am französischen Rüstungsunternehmen von 9,46 % auf 20,95 % erhöht. Im April folgte das Satellitengeschäft, das ebenfalls an Thales abgegeben wurde. Im Frühjahr 2009 verkaufte Alcatel-Lucent ihren Thales-Anteil an Dassault Aviation.
Das erste Geschäftsjahr des neuen Unternehmens war durch Schwierigkeiten bei der Restrukturierung und hohem Druck durch die Konkurrenz am Telekommunikationsmarkt geprägt. Gleich mehrfach mussten Gewinnwarnungen wegen hoher Verluste in den Quartalsbilanzen ausgesprochen werden. Der Finanzvorstand wurde ausgewechselt. Statt der ursprünglich angekündigten 12.500 sollten bis 2009 weitere 4000 Stellen gestrichen werden. Weitere Restrukturierungsmaßnahmen folgten.
Im Juni 2009 bildet Alcatel-Lucent mit Hewlett-Packard (HP) eine „globale Allianz“.
Ende 2014 gliederte das Unternehmen seine Enterprise-Sparte Alcatel-Lucent Enterprise aus, in der es mit ca. 2700 Mitarbeitern sein Geschäft mit Kommunikationsanlagen und Servern für Geschäftskunden gebündelt hatte und verkaufte es für 202 Millionen an die Industrie-Investmentgesellschaft China Huaxin.

## Organisationsstruktur von Alcatel-Lucent
Alcatel-Lucent war in drei geografische Regionen eingeteilt: Asia-Pacific & China (APAC), Europe Middle East & Africa (EMEA) und amerikanische Kontinente (Americas), bestehend aus North America Region (NAR) und Caribbean and Latin America (CALA).
Zu den drei Geschäftsfeldern gehörten die Carrier Product Group, für den Betreibermarkt, die Enterprise Product Group für Unternehmenskunden und die Services Group als Dienstleistungssparte für alle Kundensegmente. Zusätzlich gab es verschiedene zentrale Funktionen im Unternehmen wie zum Beispiel das weltweit integrierte Supply-Chain- und Beschaffungswesen, Finanzwesen, Informationstechnologie, Marketing, Personal-, Rechts- und Kommunikationsabteilungen.

## Forschung und Innovationen
Nach Unternehmensangaben waren im Jahr 2006 rund 23.000 Mitarbeiter von Alcatel-Lucent in der Forschung und Entwicklung tätig (einschließlich eines Kernforschungsteams von 1.000 Wissenschaftlern und Forschern in acht Ländern). Dazu gehörten die Bell Labs mit Sitz in New Jersey, USA. Alcatel-Lucent investierte im Jahr 2009 rund 2,4 Milliarden Euro in Forschung und Entwicklung, hielt 27.600 aktive Patente und betrachtete sich als einer der Innovationstreiber in der weltweiten Kommunikationsforschung und -entwicklung. Rund 500 Experten von Alcatel-Lucent waren in über 100 weltweiten Standardisierungsgremien vertreten.

## Anwendungen
- Lösungen für Sprach- und Datennetze für Unternehmen und Netzbetreiber (vom LAN und WLAN bis hin zu Metronetzen inklusive ISDN, SDH, PDH, Telefonvermittlungsstellen, DSLAM-Technik für xDSL Zugangstechnologien, ATM/IP-Switches und Router)
- Mobilfunknetze (GSM GPRS, UMTS, LTE, CDMA2000, WiMAX)
- Lösungen für die Kommunikation in Unternehmen und Behörden (TK-Anlagen, IP-Telefonie mit SIP, IP-Netzinfrastruktur, Netzmanagement, Sicherheitslösungen, Contact Center und Unified Communications)
- Multimedia-Dienste für Netzbetreiber (Triple-Play-Lösungen, IPTV-Applikationen und -Systemintegration, Mobile TV)

## Corporate Design
Das Logo von Alcatel-Lucent war ein stilisiertes Unendlichkeitssymbol. Darin eingebettet sind ein „A“ und ein „L“. Der Entwurf stammt von Euro RSCG, einer Werbeagentur der französischen Havas-Gruppe.

## Alcatel-Lucent in Deutschland
Alcatel-Lucent konnte in Deutschland durch verschiedene Vorgängergesellschaften und Firmenübernahmen auf über 100 Jahre Firmengeschichte zurückblicken.
Die Zentrale befand sich in Stuttgart; weitere Standorte waren Berlin, Bonn, Düsseldorf, Hannover, München, Neu-Isenburg und Nürnberg. Geschäftsstellen in größeren Städten betreuten die Unternehmenskunden vor Ort. Außerdem betrieb Alcatel-Lucent in Deutschland ab dem 1. Juli 2010 das BOS-Digitalfunknetz für Behörden und Organisationen mit Sicherheitsaufgaben (BOS) wie Polizeibehörden, Rettungsdienste, Feuerwehr, Technisches Hilfswerk und Bundeswehr. Vom März 2007 bis Januar 2014 übernahm Alcatel-Lucent den Netzbetrieb des E-Plus-Netzes.
Zu den wichtigen Kunden von Alcatel-Lucent in Deutschland zählten BT Global Services, Deutsche Telekom, E-Plus, NetCologne, O₂ Germany, QSC, Vodafone sowie die Bundeswehr und Unternehmenskunden wie z. B. E.ON, die Henkel-Gruppe oder das Pharmaunternehmen Merck.

## Alcatel-Lucent in der Schweiz
In der Schweiz war Alcatel-Lucent einschließlich seiner Vorgängerunternehmen mehr als 70 Jahre aktiv. Der Hauptsitz lag in Zürich, weitere Standorte befanden sich in Bern und Genf. Mit der Übernahme der ersten Anbieternetzwerkausgliederung in der Schweiz für das Mobilfunknetz von Orange stießen zum 1. Januar 2008 146 Orange-Mitarbeiter zu Alcatel-Lucent Schweiz. Zum 1. August 2008 lagerte Sunrise Communications ebenfalls seinen Netzbetrieb aus und 290 Mitarbeiter wechselten zu Alcatel-Lucent. Per 1. August 2008 arbeiteten 693 Mitarbeitende bei Alcatel-Lucent Schweiz, der Umsatz im Jahr 2007 betrug 180 Millionen CHF.
Zu den Kunden von Alcatel-Lucent Schweiz zählten unter anderem Swisscom, UPC Schweiz, SBB, BLS (heute BLS AG), Nestlé, Swatch, die Kantonalbanken, Manor, das CERN und Calida.
Unter anderem hatte Alcatel-Lucent in der Schweiz die Infrastruktur für die IP-Telefonie des größten Kabelnetzbetreibers Cablecom (rund 250.000 „digital phone“-Kunden) sowie den Breitband-Zugang von Swisscom (rund 1,5 Millionen ADSL-Kunden) aufgebaut.